# Alstonia beatricis
Alstonia beatricis är en oleanderväxtart som beskrevs av K. Sidiyasa. Alstonia beatricis ingår i släktet Alstonia och familjen oleanderväxter. Inga underarter finns listade i Catalogue of Life.